# Драгиша Ивановић
Драгиша Ивановић (Сјенице, код Подгорице, 9. октобар 1914 — Београд, 27. септембар 2001) био је професор и ректор Београдског универзитета, учесник Народноослободилачке борбе, друштвено-политички радник СФР Југославије и СР Србије, јунак социјалистичког рада и народни херој Југославије.

## Биографија
Рођен је 9. октобра 1914. године у селу Сјенице, код Подгорице. Основну школу завршио је у Медуну и Подгорици, а гимназију у Подгорици. На Београдском универзитету завршио је електромашинску технику, а потом је неко време студирао филозофију.
По доласку на Универзитет, укључио се у револуционарни студентски покрет. Учествовао је у многим акцијама, штрајковима и демонстрацијама. Био је председник Удружења студената машинске електротехнике. Члан Савеза комунистичке омладине Југославије (СКОЈ) постао је 1934. године.
Године 1934, полиција је Драгишу, заједно са 44 активиста револуционара, заточила у концентрационом логору код Вишеграда. По казни је 1939. године упућен у војску, иако је још увек студирао. И уместо у Школу резервних официра, био је упућен у трупе. Априлски рат га је затекао на Скадарском фронту.

### Народноослободилачка борба
Након капитулације Југославије, вратио се у Подгорицу и укључио у револуционарну активност. Маја 1941. године, постао је члан Комунистичке партије Југославије (КПЈ). Почетком јула, по одлуци Месног комитета КПЈ Подгорица, био је упућен у Куче како би учествовао у припремама за оружани устанак, проглашен после напада на СССР. Као комесар герилских одреда Куча, активно је учествовао у Тринаестојулском устанку.
У јесен 1941, био је изабран за политичког комесара батаљона „Марко Миљанов“, који је водио борбе у Кучима и делом снага учествовао у борби на Јелином Дубу у Братоножићима, 18. октобра 1941. године. Фебруара 1942, био је именован за политичког комесара Зетског партизанског одреда. Кратко време био је политички комесар Првог црногорског омладинског батаљона. Од средине априла до јуна 1942. године, поново је био комесар Зетског одреда. Учествовао је у бројним борбама и окршајима Зетског одреда око Подгорице, Даниловграда, на Морачи, на сектору Никшића и у Пиви.
Након формирања Пете црногорске бригаде, Драгиша је био именован за политичког комесара њеног Четвртог батаљона. С бригадом је учествовао у борбама на тромеђи Црне Горе, Босне и Херцеговине, на Зеленгори, Мрчину, у рејону Сутјеске и у пробоју Пете црногорске бригаде од Сутјеске до Прозора од 22. јула до 2. августа 1942. године. Краће време био је политички комесар Четвртог батаљона Прве пролетерске бригаде.
Од новембра 1942. до новембра 1943. године, био је политички комесар Пете пролетерске бригаде, чији је командант био Сава Ковачевић. Са бригадом је учествовао у борбама у долини Врбаса и централној Босни крајем јануара 1943, у бици на Неретви и на Сутјесци. После Пете непријатељске офанзиве, учествовао је у разбијању четника у источној Босни и Црној Гори и у стварању слободне територије.
Новембра 1943. године, био је именован за политичког комесара 29. херцеговачке дивизије, чији је командант био Владо Шегрт. Августа 1944, Ивановић је био именован за политичког комесара Морнарице НОВ Југославије. Тада је учествовао у бројним десантима и другим подухватима на острвима, као и у операцијама за коначно ослобођење Југославије, попут Ријечке и Тршћанске операције.

### Послератни период
Почетком 1946. године, по одобрењу Министарства народне одбране, конкурисао је за доцента на Техничком факултету у Београду, а потом је демобилисан. Од тада је стално радио на Техничком факултету. Докторирао је 1955, а за редовног професора на Београдском универзитету био је изабран 1963. године.
Поред научног и педагошког рада, обављао је и друштвене функције. Био је члан Универзитетског комитета Савеза комуниста Србије и члан Централног комитета СК Србије, од 1959. до 1964. године. Два мандата, 9 година, био је посланик Просветно-културног већа Савезне скупштине СФРЈ.
Био је декан Електротехничког факултета, од 1959. до 1962. и ректор Београдског универзитета, од школске године 1967/'68. до 1970/'71, редовни професор Универзитета, члан Научног друштва СР Црне Горе и остало.
Велика популарност коју је уживао међу студентима му је знатно опала током јунских демонстрација 1968, које су га затекле у Источној Немачкој и када није прекинуо посету и вратио се, на позив студената, „да их поведе“.
За редовног члана Друштва за науку и умјетност Црне Горе био је изабран 1973. године, а за редовног члана Црногорске академије наука и умјетности 1983. године. Био је дописни члан Академије наука и уметности Косова, Научног друштва Србије и Њујоршке академије. Добитник је Награде АВНОЈ-а.
Пензионисан је као редовни професор Универзитета, 1983. године.
Умро је 27. септембра 2001. године у Београду и сахрањен је у Алеји заслужних грађана на Новом гробљу у Београду.

## Стручни рад и одликовања
Др Драгиша Ивановић дао је велик број научних радова из области теоријске физике, теоријске електронике и филозофских проблема физике, који су објављени у југословенским и страним часописима.
Аутор је више научних дела: „Теорија кретања неутрона кроз смесу елемената“ (докторска дисертација), „О теорији релативности“ (1962. добио Октобарску награду Београда), „Квантна механика“, „Механизам и енергетизам“, „О простору и времену“, „О неким идејним проблемима физике“, „Генеза и природа кванта“, „О Боровом принципу комплементарности“ и остало.
Био је аутор или коаутор великог броја универзитетских уџбеника и уџбеника за средње школе. Један је од оснивача и уредника више научних часописа.
Носилац је Партизанске споменице 1941, Ордена јунака социјалистичког рада, Ордена Републике са златним венцем и осталих југословенских одликовања. Орденом народног хероја одликован је 27. новембра 1953. године.